# 오승욱
오승욱(1963년 ~ )은 대한민국의 영화 감독이자 각본가, 평론가다.

## 학력
- 서울대학교 조소학 학사

## 경력
- 2010.06. 제9회 미쟝센단편영화제 액션 스릴러부문 심사위원

## 작품
- 1997년 초록물고기 - 각본
- 1998년 8월의 크리스마스 - 각본
- 2000년 킬리만자로 - 감독, 각본
- 2002년 H - 각본
- 2015년 무뢰한 - 감독, 각본
- 2024년 리볼버 - 감독, 각본

## 수상
- 1999년 제36회 대종상 시나리오상
- 2015년 제18회 상하이국제영화제 금작장 특별예술공헌상
- 2015년 제15회 디렉터스 컷 시상식 올해의 감독상
- 2015년 제16회 부산영화평론가협회상 심사위원 특별상
- 2024년 제33회 부일영화상 최우수 작품상
- 2024년 제25회 부산영화평론가협회상 대상
- 2025년 제61회 백상예술대상 영화부문 감독상